# Yerraguntla
Yerraguntla là một thị trấn thống kê (census town) của quận Cuddapah thuộc bang Andhra Pradesh, Ấn Độ.

## Nhân khẩu
Theo điều tra dân số năm 2001 của Ấn Độ, Yerraguntla có dân số 26.736 người. Phái nam chiếm 50% tổng số dân và phái nữ chiếm 50%. Yerraguntla có tỷ lệ 60% biết đọc biết viết, cao hơn tỷ lệ trung bình toàn quốc là 59,5%: tỷ lệ cho phái nam là 70%, và tỷ lệ cho phái nữ là 50%. Tại Yerraguntla, 12% dân số nhỏ hơn 6 tuổi.